# یواس‌اس مانتگامری (دی‌دی-۱۲۱)
یواس‌اس مانتگامری (دی‌دی-۱۲۱) (به انگلیسی: USS Montgomery (DD-121)) یک کشتی بود که طول آن ۹۵٫۸۳ متر (۳۱۴٫۴ فوت) بود. این کشتی در سال ۱۹۱۸ ساخته شد.